# Sandoy

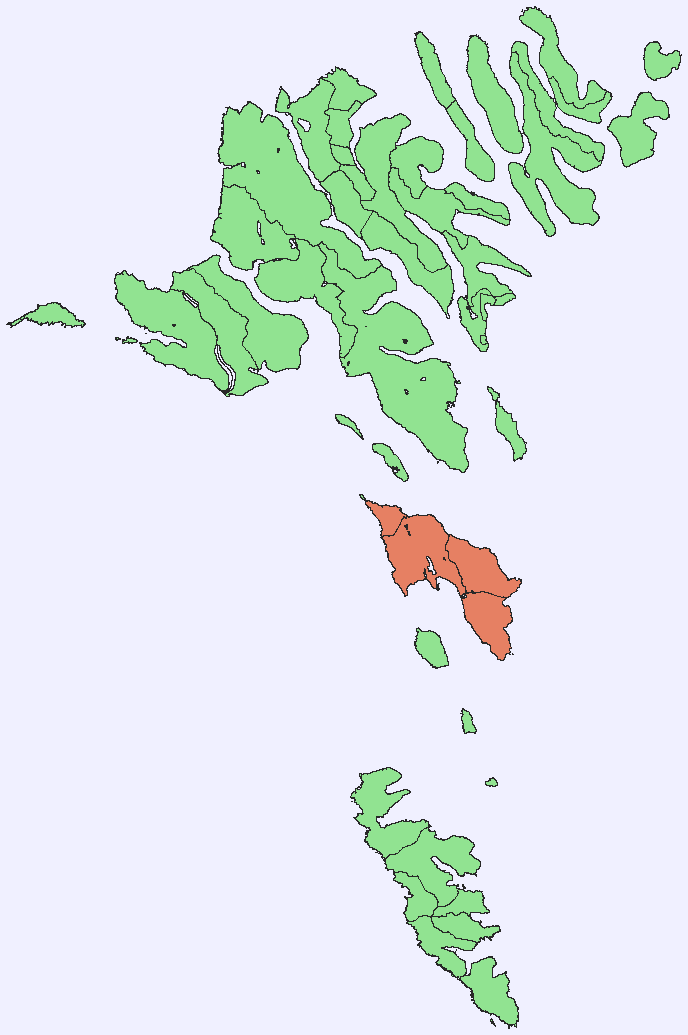
Vị trí Sandoy trên bản đồ Quần đảo Faroe.

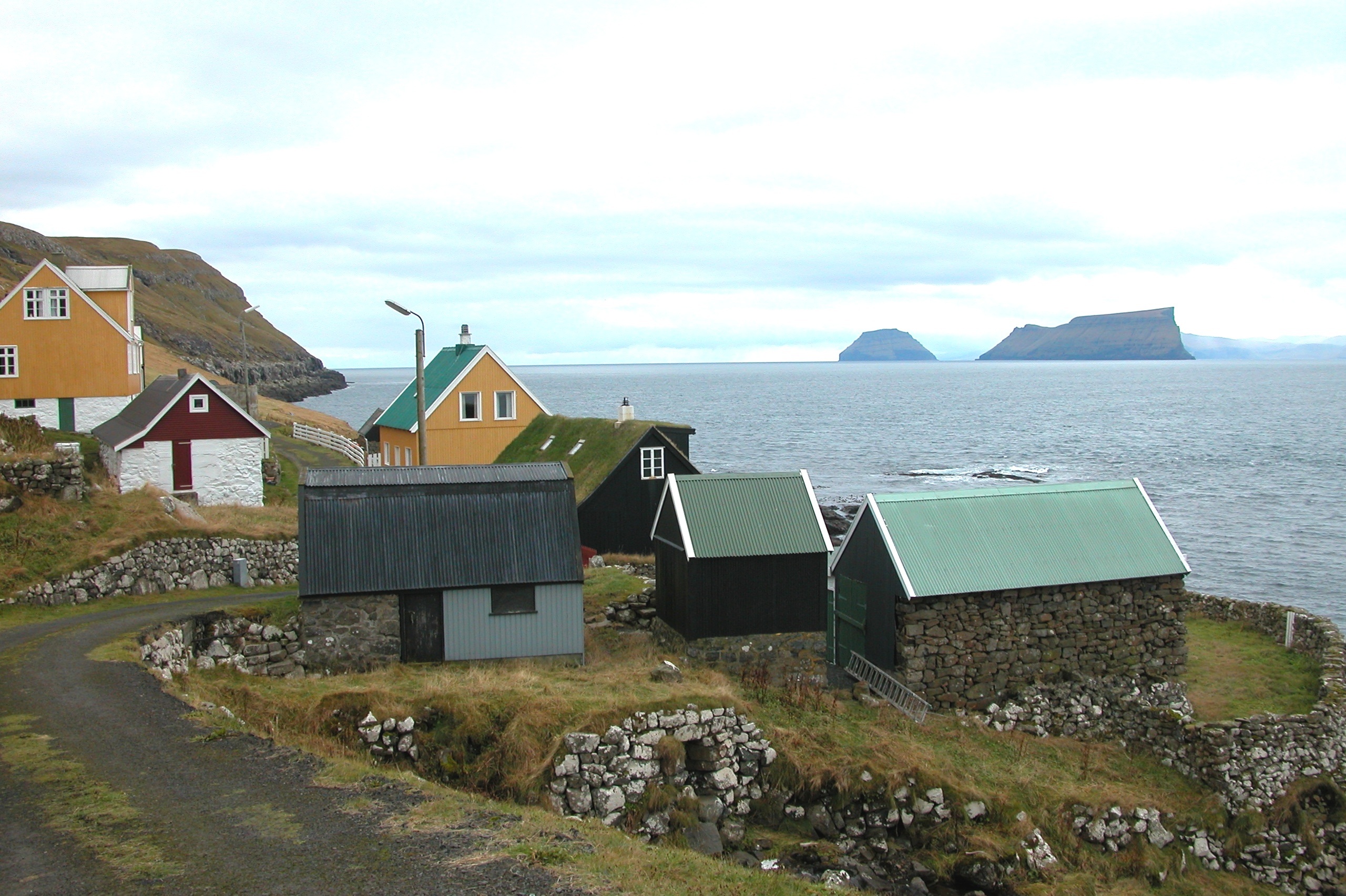
thôn Skarvanes

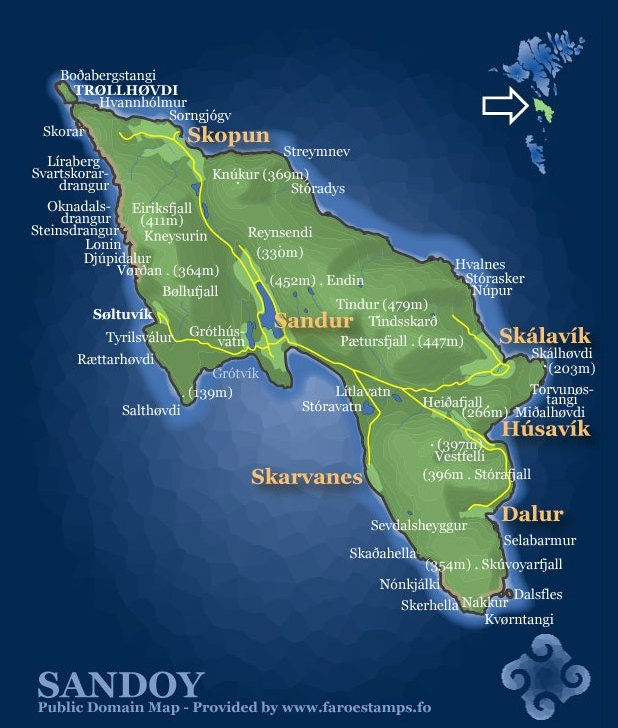
Bản đồ đảo Sandoy

Sandoy là 1 đảo nhỏ của Quần đảo Faroe, nằm ở phía nam đảo Streymoy, với diện tích là 125 km² và dân số là 1.494 người, cư ngụ trong 6 thôn làng là Sandur, Skarvanes, Skopun, Skálavík, Húsavík và Dalur; trong đó làng Sandur đông dân nhất, có 599 người (năm 2004). Tên đảo có nghĩa là đảo cát vì đảo có các bãi biển bằng cát bao quanh. Khác với các đảo khác của Quần đảo Faroe, đảo Sandoy có địa thế tương đối bằng phẳng và ít núi. Ngọn núi cao nhất là Tindur, cao 479 m.
Có 1 tàu phà từ Tórshavn tới đảo, thông qua bến phà mới Gamlarætt.

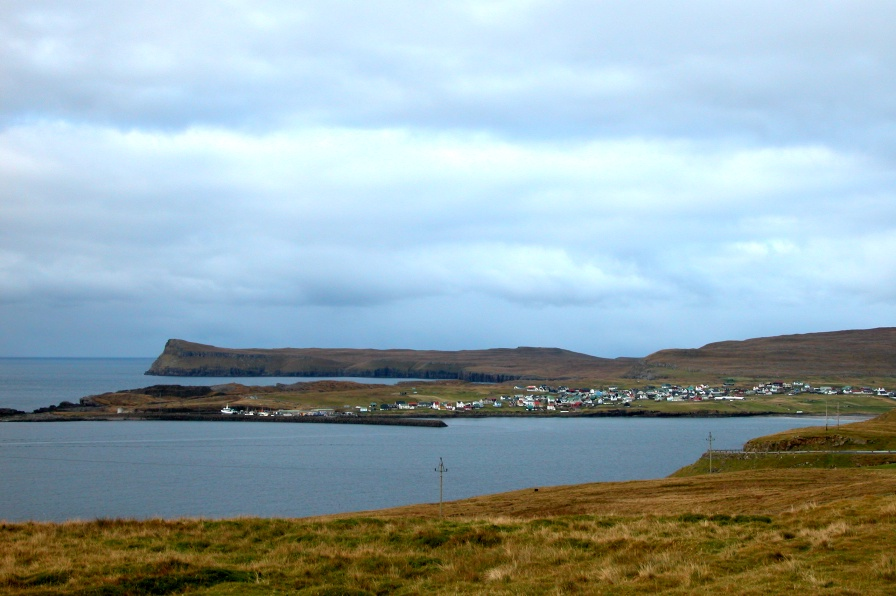
Thôn Sandur của Sandoy - cảnh nhìn từ Vịnh Sandsvágur ở phía đông nam